# El club
El club va ser un programa produït per Televisió de Catalunya en col·laboració amb Dies Tontos, S.L., emès entre el 2004 i el 2009.
Es tracta d'un magazine presentat per Albert Om i els seus col·laboradors on es tractaven temes d'actualitat, entrevistes, tertúlies i seccions de cultura.
Albert Om va posar punt final a 5 anys d'emissions per raons personals. Aquesta decisió va ser acceptada per la directora de Televisió de Catalunya, Mònica Terribas, la qual va facilitar el final del programa, duent a terme l'última emissió d'aquest des del Palau de la Música Catalana el 17 de juliol del 2009, coincidint amb el programa número 1000.
Aquell mateix any el programa va obtenir el Premi Bones Pràctiques en Comunicació no Sexista que atorga l'Associació de Dones Periodistes de Catalunya, per uns continguts equilibrats en la representació d’homes i dones en els programes d’entreteniment de televisió.
El club es va acomiadar com el programa de tarda que més temps ha estat en antena en tota la història de Televisió de Catalunya. Des del setembre de 2004, l'emissió va registrar una audiència acumulada de 251.000 espectadors i una quota del 18%.

## Quarta i cinquena temporada
El club era el magazín líder de les tardes a Catalunya que va estrenar la quarta temporada el dimecres 12 de setembre del 2007. Albert Om es va posar de nou al capdavant del programa acompanyat de Cristina Puig, que va presentar El Club estiu, Màbel Martí, Eloi Vila i Xantal Llavina, que es va incorporar en la tercera temporada. L'últim en incorporar-se al programa ha estat Jordi Gràcia, el qual ja el vam veure a El Club estiu.
El programa s'estrenà amb nou decorat, nova imatge gràfica, noves seccions i nous col·laboradors, com l'actor Joan Pera i els cuiners Sergi Arola i Nando Jubany. Un cop a la setmana compta amb l'actuació del famós mag català Mag Lari i també, de tant en tant, Pep Plaza se suma a la festa interpretant unes de les seves diverses imitacions. Va començar a emetre en format panoràmic (16:9)el 23 d'abril de 2008.
La cinquena i última temporada de El Club va començar el 15 de setembre del 2008 estrenant noves seccions. L'últim programa, el número 1000, va emetre's el 17 de juliol del 2009 en una edició especial des del Palau de la Música Catalana amb una cinquantena dels col·laboradors que han anat passant pel programa durant els 5 anys de duració i 1800 persones de públic.